# تپه گبر اردغانی
تپه گبر اردغانی مربوط به عصر آهن است و در شهرستان اسفراین، بخش مرکزی، دهستان دامنکوه، ۷ کیلومتری شمال غرب روستای چهاربرج واقع شده و این اثر در تاریخ ۲۶ دی ۱۳۸۶ با شمارهٔ ثبت ۲۰۶۰۴ به‌عنوان یکی از آثار ملی ایران به ثبت رسیده است.